# アメリカン・サマー・ストーリー
『アメリカン・サマー・ストーリー』（英: American Pie 2）は、2001年に製作されたアメリカ映画。「アメリカン・パイ」シリーズ第2作目。

## ストーリー
高校卒業のプロムと同時に童貞を捨てたジム達は、カレッジでのスクールライフを楽しんでいた。初めての夏休み、彼等は再び集い、地元の湖でサマーライフを満喫する計画を立てる。そこへジムの元に、ジムが高校時代に憧れていたナディアがニューヨークから電話をかけてくる。彼女もまた、夏休みにジム達のところに遊びにくるというのだ。プロム以来女性経験のほとんどないジムは、童貞を捧げた高校のクラスメイトのミッシェルに会いに行き、ナディアのための準備を手助けしてくれるよう頼む。

## キャスト
| 役名                                 | 俳優                           | 日本語吹替 |
| ------------------------------------ | ------------------------------ | ---------- |
| ジム・レヴェンスタイン               | ジェイソン・ビッグス           | 成田剣     |
| ナディア                             | シャノン・エリザベス           | 村井かずさ |
| ミシェル・フラハティ                 | アリソン・ハニガン             | 本美奈子   |
| オズ（クリス・オストライカー）       | クリス・クライン               | 室園丈裕   |
| ジェシカ                             | ナターシャ・リオン             | 斎藤恵理   |
| スティフラー                         | ショーン・ウィリアム・スコット | 高木渉     |
| ケヴィン・マイヤーズ                 | トーマス・イアン・ニコラス     | 阪口大助   |
| ヴィッキー（ヴィクトリア・ラトゥム） | タラ・リード                   | 石塚理恵   |
| ヘザー                               | ミーナ・スヴァーリ             | 小島幸子   |
| フィンチ                             | エディ・ケイ・トーマス         | 杉山大     |
| ジムの父                             | ユージン・レヴィ               | 星野充昭   |
| ジムの母                             | モリー・チーク                 |            |
| チャック・シャーマン                 | クリス・オーウェン             | 浜田賢二   |
| ジャスティン                         | ジャスティン・イズフェルド     | 杉山紀彰   |
| ジョン                               | ジョン・チョー                 |            |
| アンバー                             | リサ・アルトゥーロ             |            |
| スティフラーの母                     | ジェニファー・クーリッジ       |            |
| ナタリー                             | ジョエル・カーター             |            |
| ナタリーの父                         | ラリー・ドレイク               |            |
| ナタリーの母                         | リー・ガーリントン             |            |

- 日本語吹替その他：佐藤しのぶ、加藤沙織、杉本ゆう、坪井智浩、樫井笙人、相楽恵美、相田さやか、重松朋、牛村友哉、桐井大介

- 日本語版制作スタッフ　演出：神尾千春、翻訳：アンゼたかし、制作：ACクリエイト

## シリーズ
- 第1作 『アメリカン・パイ』 American Pie (1999)
- 第3作 『アメリカン・パイ3:ウェディング大作戦』 American Wedding (2003)
- 第4作 『アメリカン・パイ in バンド合宿』 American Pie Presents: Band Camp (2005) ※ビデオムービー
- 第5作 『アメリカン・パイ in ハレンチ・マラソン大会』 American Pie Presents: The Naked Mile (2006) ※ビデオムービー
- 第6作 『アメリカン・パイ in ハレンチ課外授業』American Pie Presents: Beta House (2007)
- 第7作 『アメリカン・パイ in ハレンチ教科書』American Pie Presents: The Book Of Love (2009)
- 第8作 『アメリカン・パイパイパイ!完結編 俺たちの同騒会』American Reunion (2012)